# معاملة المثليين في نيكاراغوا
قد يواجه الأشخاص من المثليين والمثليات ومزدوجي التوجه الجنسي والمتحولين جنسياً (اختصاراً: LGBT) وخاصة الرجال في نيكاراغوا تحديات قانونية لا يواجهها غيرهم من المغايرين جنسيا. يعتبر النشاط الجنسي المثلي بين الرجال وبين النساء قانونيا، كما يُحظر التمييز على أساس التوجه الجنسي في بعض المناطق، بما في ذلك التوظيف والوصول إلى الخدمات الصحية.
وفقًا لمنظمة حقوق المثليين «منظمة التنوع الجنسي» (بالإسبانية: Movimiento de la Diversidad Sexual)‏، هناك حوالي 600,000 شخص من الأشخاص من المثليين والمثليات ونزدوجي التوجه الجنسي والمتحولين جنسيا الذين يعيشون في نيكاراغوا.

## قانونية النشاط الجنسي المثلي
أصبح النشاط الجنسي المثلي بين الرجال وبين الإناث قانونيًا في نيكاراغوا منذ مارس 2008. تبلغ السن القانونية للنشاط الجنسي 16 عامًا، بغض النظر عن التوجه الجنسي أو الجنس، وجميع الجرائم الجنسية محايدة جنسانياً، وفقًا للمواد 168 و 170 و 172 و 175 من القانون الجنائي في نيكاراغوا.

## الاعتراف القانوني بالعلاقات المثلية

القوانين المتعلقة بالمثلية الجنسية في أمريكا الوسطى وجزر الكاريبي.
زواج المثليين
توفر شكل آخر من أشكال الاعتراف القانوني
شراكة غير مسجلة
الاعتراف بزواج المثليين المنعقد في الخارج
لا اعتراف قانوني بالعلاقات المثلية
حظر دستوري على زواج المثليين، عبر تقييد تعريف الزواج في الدستور إلى اتحاد بين رجل وامرأءة فقط
المثلية الجنسية غير قانونية، لكن القانون لايتم تطبيقه
المثلية الجنسية غير قانونية للرجال فقط
المثلية الجنسية غير قانونية للرجال والنساء

تعتبر المنازل التي يعيش فيها الشركاء المثليون غير مؤهلة للحصول على نفس الحماية القانونية المتاحة للأزواج المغايرين.
في يونيو 2014، وافق الكونغرس النيكاراغوي على قانون الأسرة المعدل الذي من شأنه الحد من الزواج والشراكات والتبني للأزواج المغايرين فقط. في 8 أبريل 2015، دخل قانون الأسرة الجديد في نيكاراغوا حيز التنفيذ. رفعت عدة منظمات دعوى عدم دستورية ضد قانون الأسرة.

## الحماية من التمييز

خريطة نيكاراغوا مع علم فخر المثليين

تنص المادة 315 من قانون العقوبات على «الجرائم ضد حقوق العمال»، على أن التمييز على أساس «الخيار الجنسي»، يُعاقب عليه بالسجن لمدة تصل إلى سنة واحدة.
تحظر المادة 3 (ل) من القانون 820 (قانون فيروس نقص المناعة البشرية والإيدز) التمييز على أساس التوجه الجنسي (من بين أسباب أخرى).
تحظر المادة 1 من القرار الوزاري 671-2014 التمييز على أساس التوجه الجنسي، والهوية الجندرية والتعبير عنها في الحصول على الخدمات الصحية.

### قانون جرائم الكراهية
وفقًا للمادة 36 (5) من قانون العقوبات، يوجد ظرف مشدد عندما يكون الشخص مدفوعًا بالتمييز على أساس التوجه الجنسي أثناء ارتكاب جريمة جنائية.
وجدت دراسة استقصائية لعام 2012 أجراها مركز العدل والقانون الدولي أن 53 اعتداء على أفراد من مجتمع المثليين قد وقعت بين عامي 1999 و 2011. ومن بين هذه، 15 جريمة قتل (10 من الرجال المثليين و 4 من المتحولين جنسياً و 1 من النساء المثليات). من المتوقع أن يكون العدد الفعلي لعمليات القتل والهجمات العنيفة أكبر، حيث يختار العديد من الضحايا عدم إعلام الشرطة بالهجمات.

## ظروف الحياة
الرجال المثليين بشكل عام أكثر وضوحا في الأماكن العامة من المثليات. عندما تتواصل المثليات مع بعضهن البعض، يحدث ذلك غالبًا في المساكن الخاصة أو في أماكن خاصة أخرى.

## تاريخ المثليين في نيكاراغوا
شغل العديد من المثليين في نيكاراجوا أدوارًا بارزة خلال الثورة الساندينية؛ ومع ذلك، فإن حقوق المثليين لم تكن من أولويات الحكومة الساندينية لأن غالبية السكان من الكاثوليك. كما اعتبرت حماية هذه الحقوق محفوفة بالمخاطر من الناحية السياسية، وهي ملزمة بمواجهة العداء من الكنيسة الكاثوليكية الرومانية، التي كانت لها بالفعل علاقات سيئة مع الحكومة. في الذكرى العاشرة للثورة الساندينية (1989)، تم إطلاق العديد من المراكز المجتمعية لصالح المثليين. بدأت المراكز تتشكل بعد مسيرة قام بها نشطاء في ماناغوا.
بعد أن رفعت الولايات المتحدة الحصار الاقتصادي المفروض على نيكاراغوا، بدأت العديد من المنظمات غير الحكومية التي تشجع حقوق المثليين في العمل في البلاد. ونتيجة لذلك، استضافت نيكاراغوا أول مسيرة فخر المثليين في عام 1991. وما زالت الاحتفال السنوي لمسيرة فخر المثليين في ماناغوا تحدث، والتي يتم تنظيمها في حوالي 28 يونيو، وستخدم في الاحتفال بانتفاضة مظاهرات ستونوول في مدينة نيويورك.
بعد الحصول على الدعم، عانى مجتمع المثليين من انتكاسة عندما تم تغيير مشروع قانون كتب سابقًا لحماية النساء من الاغتصاب والاعتداء الجنسي من قبل المسيحيين الاجتماعيين في الجمعية الوطنية. فرض التغيير عقوبة بالسجن لمدة تصل إلى ثلاث سنوات على «أي شخص يحرض أو يروج أو أو يمارس الجنس بين أشخاص من نفس الجنس بطريقة فاضحة.» كما شملت أي أعمال جنسية بين غير المتزوجين. احتج النشطاء وحلفاؤهم في نيكاراغوا وفي السفارات في الخارج؛ ومع ذلك، وقعت الرئيسة فيوليتا تشامورو مشروع القانون ليصبح قانونًا في يوليو 1992 باعتباره المادة 204 من القانون الجنائي في نيكاراغوا.
في نوفمبر 1992، قام ائتلاف يُعرف باسم «الحملة من أجل جنسانية دون تحيز»، والذي يتكون من محامين ونشطاء مثليين ومثليات، من بين آخرين، بتقديم استئناف إلى محكمة العدل العليا للطعن في القانون باعتباره غير دستوري. رفضت المحكمة العليا الاستئناف في مارس 1994. في 1 مارس 2008، دخل قانون العقوبات الجديد حيز التنفيذ. حذفت اللغة في المادة 204 التي تم إلغاؤها الآن، وبقيامها بذلك، تم إلغاء تجريم ممارسة الجنس خارج إطار الزواج وإلغاء تجريم ممارسة الجنس المثلي وكذلك بين البالغين المتوافقين على ذلك.

### الأمم المتحدة
منذ تشريع المثلية الجنسية في عام 2008، نشطت نيكاراغوا على المستوى الدولي في دعم حقوق المثليين. في عام 2011، وقعت نيكاراغوا «بيانًا مشتركًا بشأن إنهاء أعمال العنف وانتهاكات حقوق الإنسان ذات الصلة القائمة على التوجه الجنسي والهوية الجندرية» في الأمم المتحدة، تدين العنف والتمييز ضد المثليين.
كما حثت حكومة نيكاراغوا البلدان على إلغاء حظر السدومية، بما في ذلك أنتيغوا وباربودا.

## الرأي العام
وفقًا لمسح أجراه مركز بيو للأبحاث، والذي أجري في الفترة ما بين 9 نوفمبر و 13 ديسمبر 2013، عارض 77% من نيكاراغوا زواج المثليين، وكان 16% يؤيدونه و 7٪ لا يعرفون.
أظهر مقياس الأمريكتين لعام 2017 أن 24.5% من سكان نيكاراغوا يؤيدون زواج المثليين.

## ملخص
| قانونية النشاط الجنسي المثلي                           | (منذ عام 2008) |
| المساواة في السن القانوني للنشاط الجنسي                | (منذ عام 2008) |
| قوانين مكافحة التمييز في التوظيف                       | (منذ عام 2008) |
| قوانين مكافحة التمييز في توفير السلع والخدمات          | No             |
| قوانين مكافحة التمييز في جميع المجالات الأخرى (الصحة)  | (منذ عام 2014) |
| قوانين مكافحة أشكال التمييز المعنية بالهوية الجندرية   | No             |
| قوانين جرائم الكراهية                                  | (منذ عام 2008) |
| زواج المثليين                                          | No             |
| الاعتراف القانوني بالعلاقات المثلية                    | No             |
| السماح بالتبني للشخص العازب بغض النظر عن التوجه الجنسي | No             |
| تبني أحد الشريكين للطفل البيولوجي للشريك الآخر         | No             |
| التبني المشترك للأزواج المثليين                        | No             |
| يسمح للمثليين والمثليات الخدمة علناً في القوات المسلحة  | No             |
| الحق بتغيير الجنس القانوني                             | No             |
| علاج التحويل محظور على القاصرين                        | No             |
| الحصول على أطفال أنابيب للمثليات                       | No             |
| الأمومة التلقائية للطفل بعد الولادة                    | No             |
| تأجير الأرحام التجاري للأزواج المثليين من الذكور       |                |
| السماح للرجال الذين مارسوا الجنس الشرجي التبرع بالدم   | Yes            |